# La mujer del puerto (película de 1934)
La mujer del puerto es una película de drama romántico mexicana de 1934, dirigida por Arcady Boytler y Raphael J. Sevilla, y escrita por Carlos de Nájera, Antonio Guzmán Aguilera, Antonio Guzmán Aguilera, Guy de Maupassant, Lev Tolstoy, basándose en la novela Le Port del francés Guy de Maupassant. Está protagonizada por Andrea Palma. 

## Argumento
Rosario, una joven mujer, queda desvalida tras la muerte de su padre y el engaño de su novio. Decide abandonar Córdoba, su pueblo natal, para emigrar al puerto de Veracruz, donde se convierte en prostituta. Allí, Rosario intenta encontrar a su hermano perdido. Tras una noche de pasión con el marino Alberto, el destino le revela una cruel y devastadora sorpresa.

## Reparto
- Andrea Palma como Rosario
- Domingo Soler como Alberto
- Stella Inda como prostituta del cabaret
- Esther Fernández como prostituta del cabaret
- Sofía Álvarez como prostituta del cabaret
- Julieta Palavicini como mujer con el novio de Rosario.

## Otras versiones
- La primera en 1949, dirigida por Emilio Gómez Muriel y protagonizada por la rumbera cubana María Antonieta Pons.
- La segunda en 1991, dirigida por Arturo Ripstein y protagonizada por Patricia Reyes Spíndola.